# 吴愉
吴愉（1995年1月13日—），贵州省黔南州贵定县人，中國女子拳擊運動員。她在2023年世界女子拳擊錦標賽中贏得蠅量級項目金牌。
2024年8月9日，她在2024年夏季奧林匹克運動會女子50公斤級決賽中以4-1擊敗土耳其拳手布塞·納茲·恰克爾奧盧贏得金牌。她是中國第二位獲得奧運冠軍的女拳擊手，常園是第一位。